# Oldberrow
Oldberrow – wieś w Anglii, w hrabstwie Warwickshire, w dystrykcie Stratford-on-Avon. Leży 16 km na zachód od miasta Warwick i 145 km na północny zachód od Londynu. W 2001 miejscowość liczyła 153 mieszkańców.